# 110 mètres haies aux championnats du monde d'athlétisme
Pour un article plus général, voir Championnats du monde d'athlétisme.
Le 110 mètres haies fait partie des épreuves inscrites au programme des premiers championnats du monde d'athlétisme, en 1983, à Helsinki.
Avec quatre victoires, remportées en 1995, 1997, 2001 et 2003, l'Américain Allen Johnson est l'athlète le plus titré dans cette épreuve. Il devance ses compatriotes Greg Foster  et Grant Holloway (3 titres) et le Britannique Colin Jackson (2 titres).
Le record des championnats du monde est actuellement détenu par Colin Jackson, qui établit un nouveau record du monde en 12 s 91 le 20 août 1993 en finale des mondiaux de Stuttgart.

## Éditions
| Éditions | 83 | 87 | 91 | 93 | 95 | 97 | 99 | 01 | 03 | 05 | 07 | 09 | 11 | 13 | 15 | 17 | 19 | 22 | 23 | Total |
| -------- | -- | -- | -- | -- | -- | -- | -- | -- | -- | -- | -- | -- | -- | -- | -- | -- | -- | -- | -- | ----- |
| Éditions | X  | X  | X  | X  | X  | X  | X  | X  | X  | X  | X  | X  | X  | X  | X  | X  | X  | X  | X  | 19    |

## Historique

### 1983-1995

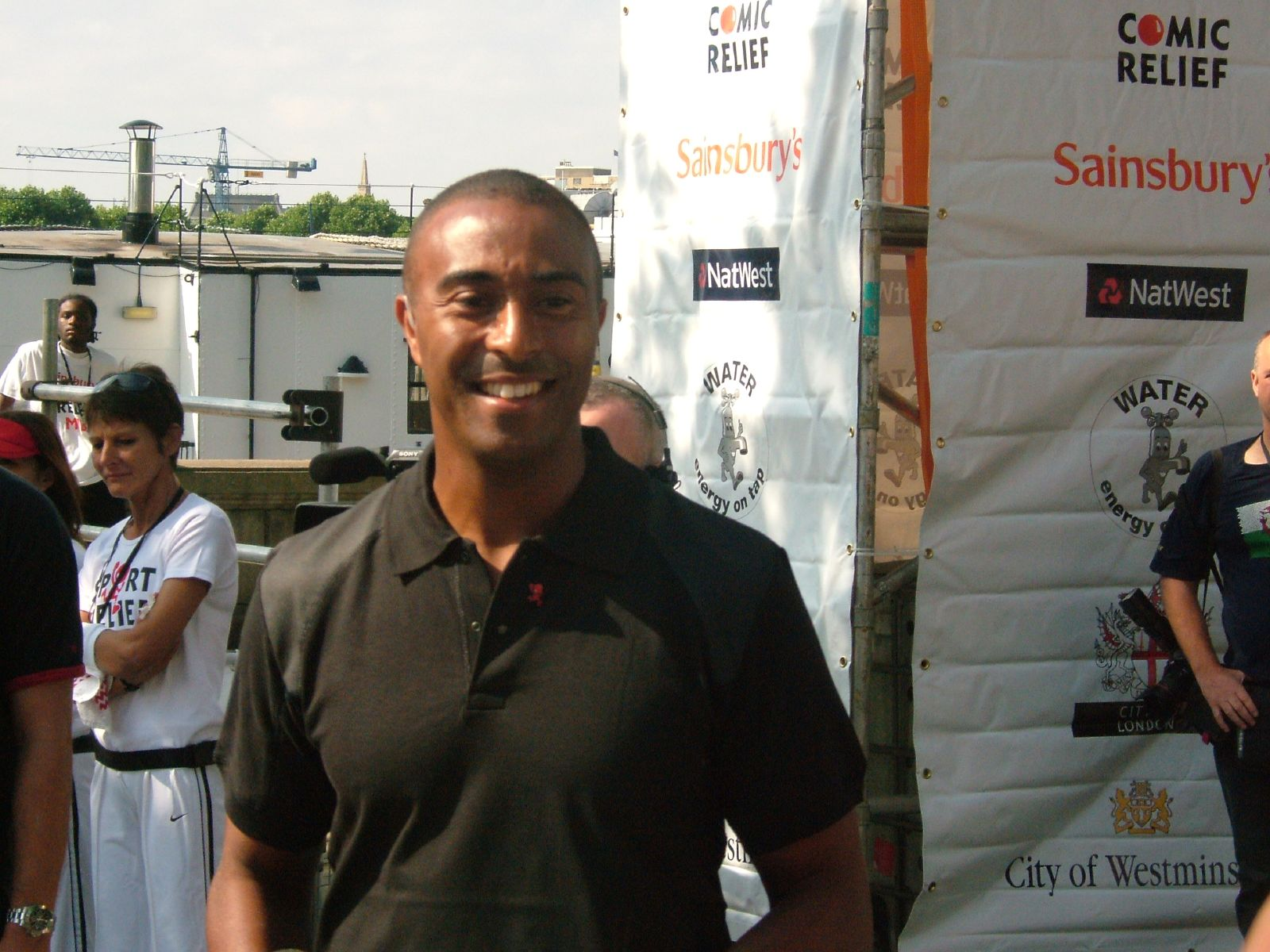
Colin Jackson bat le record du monde en finale des mondiaux de 1993 en, temps constituant l'actuel record des championnats du monde.

Lors des premiers championnats du monde d'athlétisme, en 1983 à Helsinki, l'Américain Greg Foster s'impose dans le temps de 13 s 42 après avoir évité une chute en heurtant le huitième obstacle. Il devance de justesse le Finlandais Arto Bryggare, médaillé d'argent en 13 s 46 et l'autre américain Willie Gault, troisième en 13 s 48. Renaldo Nehemiah, détenteur du record du monde, s'est retiré des pistes en 1982 pour rejoindre une équipe de Football américain.
Greg Foster conserve son titre quatre ans plus tard aux mondiaux de Rome, profitant de l'absence pour cause de blessure de son compatriote Roger Kingdom, champion olympique en 1984 à Los Angeles. Foster s'impose dans le temps de 13 s 21 après avoir établi un nouveau record des championnats du monde en série avec 13 s 20. Il devance deux athlètes britanniques : Jonathan Ridgeon médaillé d'argent en 13 s 29 et Colin Jackson, médaillé de bronze en 13 s 38. Le Canadien Mark McKoy, qui avait pris le meilleur départ, est retardé en heurtant les trois premières haies, se classant finalement 7e de la finale.
Aux championnats du monde de 1991, à Tokyo, Greg Foster réussit l'exploit de remporter un troisième titre consécutif du 110 m haies, huit ans après son premier succès obtenu à Helsinki. En finale, il égale son meilleur temps de l'année de 13 s 06 (record des championnats du monde), et devance après visionnage de la photo-finish son compatriote Jack Pierce, le Britannique Tony Jarrett complétant le podium en 13 s 25. Mark McKoy termine quatrième, devant le Français Dan Philibert. Roger Kingdom, détenteur du record du monde depuis 1989 déclare de nouveau forfait pour cause de blessure.
Favori des championnats du monde de 1993, après avoir réalisé au cours de la saison douze courses sous les 13 s 20 et trois courses sous les 13 s 0, Colin Jackson remporte aisément la finale de Stuttgart en établissant un nouveau record du monde du 110 m haies en 12 s 91 (vent favorable de 0,5 m/s), améliorant d'un centième de seconde le temps de Roger Kingdom. Tony Jarrett est deuxième en 13 s 00 et Jack Pierce troisième en 13 s 06. À la course pour un podium, l'Américain Tony Dees se déséquilibre sur le 6e obstacle et termine finalement 8e et dernier de la finale. Greg Foster, le triple tenant du titre, n'est pas parvenu à obtenir sa qualification lors des championnats des États-Unis alors que Mark McKoy, champion olympique en 1992 à Barcelone, refuse de participer aux sélections canadiennes.
Lors des mondiaux de Göteborg en 1995, l'Américain Allen Johnson, qui s'est illustré lors de cette saison en devenant champion du monde en salle du 60 m haies, mais également en mettant fin à la série de victoires de Colin Jackson débutée en 1993, s'impose en finale avec le temps de 13 s 00, devant Tony Jarrett, deuxième en 13 s 04, qui monte sur le podium pour la troisième fois consécutive. À 33 ans, Roger Kingdom obtient sa première médaille lors d'un championnat du monde en plein air en se classant troisième en 13 s 19. Le tenant du titre Colin Jackson, blessé puis fâché avec sa fédération, ne participe pas à cette compétition.

### 1997-2005

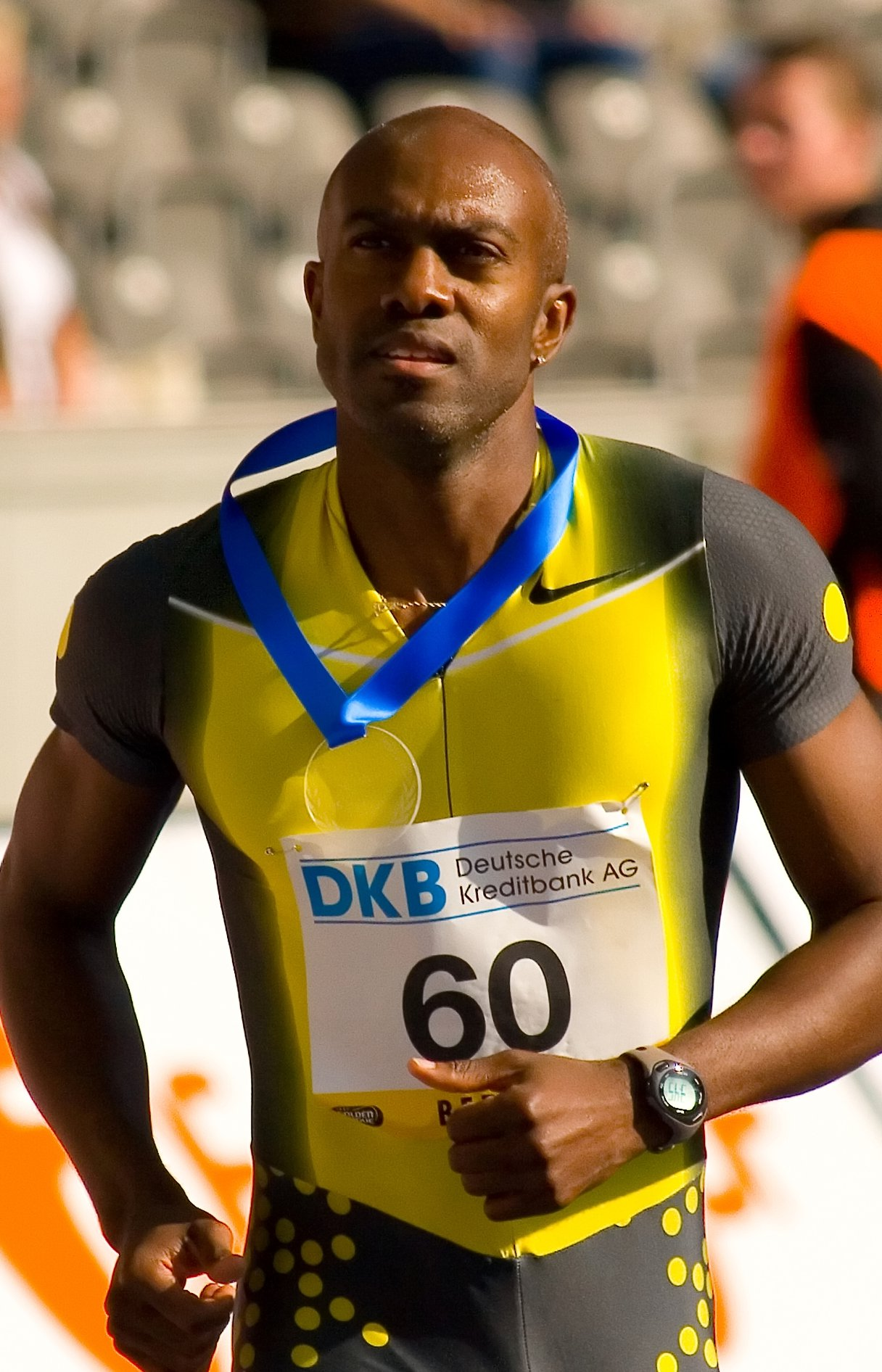
Allen Johnson, quadruple vainqueur de l'épreuve.

Champion olympique en 1996 à Atlanta, et auteur cette même année de deux temps de 12 s 92 se situant à un centième du record du monde de Jackson, Allen Johnson fait figure de favori pour les championnats du monde de 1997, à Athènes. En finale, il conserve son titre en s'imposant en 12 s 93 (vent nul) et établit à cette occasion la meilleure performance de l'année. Deuxième de la course, Colin Jackson réalise son meilleur temps de l'année en 13 s 05, au même titre que le Slovaque Igor Kováč, médaillé de bronze en 13 s 18. Dan Philibert termine au cinquième rang en battant son record  personnel (13 s 26).
Allen Johnson connait un passage à vide en 1998 et 1999 en raison de plusieurs blessures et ne participe pas aux championnats du monde de 1999, à Séville, qui voient Colin Jackson être sacré champion du monde, six ans après son premier titre à Stuttgart. Le Britannique s'impose dans le temps de 13 s 04 et devance le Cubain Anier García, qui établit un nouveau record national en 13 s 07. L'Américain Duane Ross, qui bat lui aussi son record personnel, s'adjuge la médaille de bronze en 13 s 12. Mark Crear, meilleur performeur mondiale de l'année en 12 s 98, est disqualifié en quart de finale.
En 2001, aux championnats du monde d'Edmonton, Allen Johnson s'impose pour la troisième fois après 1995 et 1997, égalant le record de Greg Foster, triple champion du monde de la discipline de 1983 à 1991. Johnson l'emporte en 13 s 04 (meilleure performance mondiale de l'année), devant Anier García, champion olympique l'année passée à Sydney, qui obtient la médaille d'argent en 13 s 07, son meilleur temps de l'année. L'Haïtien Dudley Dorival remporte la médaille de bronze en établissant un nouveau record national en 13 s 25.
Allen Johnson devient l'athlète le plus titré lors des championnats du monde sur 110 m haies en décrochant un quatrième titre de champion du monde en 2003 à Paris. Auteur de 12 s 97 quelques semaines plus tôt dans ce même Stade de France, il s'impose dans le temps de 13 s 12, devant son compatriote Terrence Trammell, médaillé d'argent en 13 s 20, et le Chinois Liu Xiang, médaillé de bronze en 13 s 23.
En 2005, lors des championnats du monde 2005, le Français Ladji Doucouré figure parmi les favoris au titre après avoir établi la meilleure performance de l'année en 12 s 97 quelques semaines plus tôt à Angers (record national). Par ailleurs, Allen Johnson qui avait chuté en séries lors des Jeux olympiques de 2004, souhaite prendre sa revanche sur Liu Xiang, médaillé d'or à Athènes où il avait porté le record du monde à 12 s 91. À Helsinki en finale, Ladji Doucouré s'impose dans le temps de 13 s 07 et devient le premier athlète français champion du monde de la discipline. Il devance pour un centième de seconde seulement Liu Xiang, médaillé d'argent en 13 s 08, et de trois centièmes Allen Johnson, médaillé de bronze en 13 s 10. Trois autres athlètes américains participent à la finale : Dominique Arnold (4e), Terrence Trammell (5e) et Joel Brown (6e).

### 2007-2015

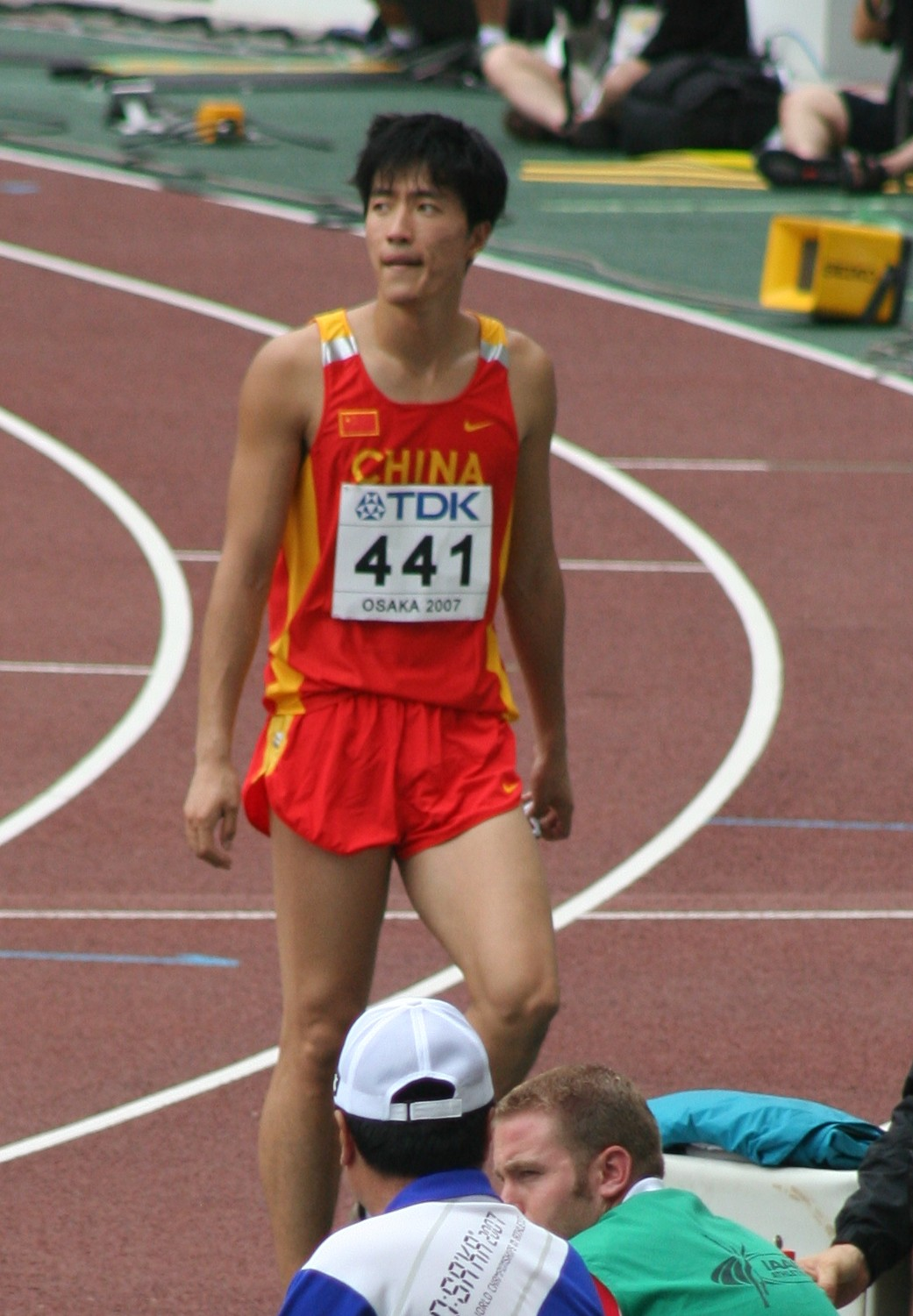
Liu Xiang, champion du monde en 2007.

Liu Xiang, qui a amélioré son propre record du monde en 2006 (12 s 88) et établit la meilleure performance mondiale de l'année en 2007 (12 s 92), figure parmi les favoris au titre lors des championnats du monde de 2007, à Osaka. Vainqueur de son premier tour en 13 s 26, et deuxième de sa demi-finale en 13 s 25, le Chinois descend sous les 13 secondes en finale et remporte son premier titre mondial en plein air, avec le temps de 12 s 95 (vent favorable de 1,7 m/s). Terrence Trammell prend la deuxième place en 12 s 99, devant son compatriote David Payne qui bat son record personnel (13 s 02) pour remporter la médaille de bronze. Le Cubain Dayron Robles, qui avait pris le meilleur sur Liu Xiang au début de l'été, termine au pied du podium (13 s 15). L'Ukrainien Serhiy Demydyuk (6e) et l'Espagnol Jackson Quiñónez (7e), établissent de nouveaux records nationaux en respectivement 13 s 22 et 13 s 33.
Nouveau détenteur du record du monde depuis 2008 (12 s 87), et champion olympique cette même année à Pékin, Dayron Robles est contraint à l'abandon lors des demi-finales des championnats du monde 2009, à Berlin, diminué par une blessure à une cuisse. En finale, la victoire revient à l'outsider barbadien Ryan Brathwaite qui bat son propre record national en 13 s 14, devenant le premier médaillé d'or de son pays lors des championnats du monde d'athlétisme, et le plus jeune champion du monde sur 110 m (21 ans). Il devance d'un centième de seconde Terrence Trammell et David Payne, qui obtiennent les mêmes places qu'à Osaka deux ans plus tôt, Trammell remportant sa troisième médaille d'argent après 2003 et 2007. Blessé depuis 2008, Liu Xiang ne participe pas à la compétition.
Deux ans plus tard, en 2011 aux mondiaux de Daegu, Dayron Robles remporte la finale dans le temps de 13 s 14, devant l'Américain Jason Richardson (13 s 16) et Liu Xiang (13 s 27), mais est finalement disqualifié pour avoir gêné le Chinois en heurtant sa main à deux reprises et le déséquilibrant alors que les deux athlètes se situaient en tête au franchissement de la dernière haie. Jason Richardson est désigné champion du monde et devient le premier hurdler américain titré lors d'un mondial en plein air sur 110 m haies depuis Allen Johnson en 2003. Liu Xiang est médaillé d'argent (sa quatrième médaille au total lors de cette compétition), devant le Britannique Andy Turner, médaillé de bronze en 13 s 44. Les Américains David Oliver et Aries Merritt échouent au pied du podium alors que le Jamaïcain Dwight Thomas ne termine pas la course.
Lors des championnats du monde 2013 à Moscou, David Oliver établit le meilleur temps mondial de l'année en 13 s 00, s'adjugeant facilement son premier titre international majeur. Il devance de 13/100e de seconde son compatriote Ryan Wilson et de 24/100e de seconde le Russe Sergueï Choubenkov. Le tenant du titre Jason Richardson termine quatrième en 13 s 27 alors qu'Aries Merritt, champion olympique en 2012 à Londres et détenteur du record du monde depuis septembre 2008 en 12 s 80, ne se classe que sixième de la finale en 13 s 31.
Troisième à Moscou et double champion d'Europe en titre, Sergueï Choubenkov remporte la médaille d'or des championnats du monde 2015, à Pékin. En tête à la mi-course, il parvient à conserver son avance jusqu'à la ligne d'arrivée en établissant le temps de 12 s 98, améliorant son propre record de Russie et descendant pour la première fois de sa carrière sous les 13 secondes. Il devance le Jamaïcain Hansle Parchment, qui établit son meilleur temps de l'année en 13 s 03, tout comme Aries Merritt, médaillé de bronze en 13 s 04. Pour la première fois, trois Français participent à une finale mondiale : Pascal Martinot-Lagarde (4e en 13 s 17), Dimitri Bascou (5e en 13 s 17) et Garfield Darien (8e en 13 s 34). Le champion du monde en titre David Oliver termine à la 7e place en 13 s 33, juste derrière le Jamaïcain Omar McLeod. L'Espagnol Orlando Ortega, détenteur de la meilleure performance mondiale de l'année en 12 s 94, est absent de ces championnats en raison du changement de nationalité sportive qui l'empêche d'être inscrit.

### Depuis 2017

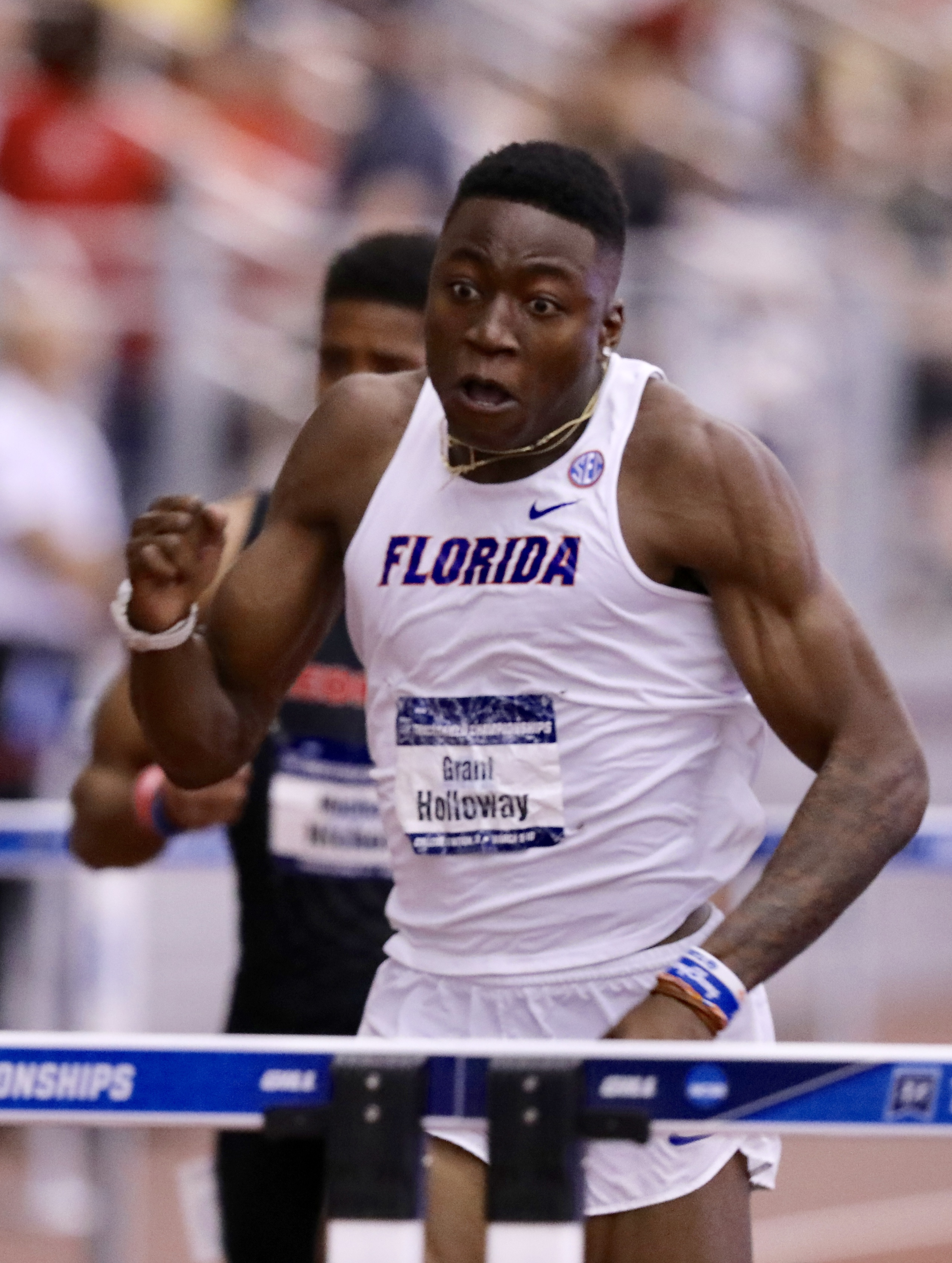
Grant Holloway, champion du monde en 2019, 2022 et 2023

Aux championnats du monde 2017 de Londres, Omar McLeod, champion olympique l'année précédente à Rio de Janeiro et détenteur de la meilleure performance mondiale de l'année en 12 s 90 établi lors des sélections jamaïcaines, décroche le premier titre pour son pays dans cette épreuve en s'imposant dans le temps de 13 s 04. Le tenant du titre Sergueï Choubenkov, qui concourt en tant qu'athlète neutre autorisé du fait de la suspension de la Fédération russe d'athlétisme, remporte la médaille d'argent en 13 s 14 et devance le Hongrois Balázs Baji, médaillé de bronze en 13 s 28. Garfield Darien se classe quatrième de la finale, devant Aries Merritt, le Barbadien Shane Brathwaite, Orlando Ortega et le Jamaïcain Hansle Parchment.
En 2019 lors des championnats du monde de Doha, l'Américain Grant Holloway, qui a notamment établi la meilleure performance mondiale de l'année en 12 s 98 à l'occasion des championnats universitaires américains, s'impose en finale en 13 s 10. Il devance Sergueï Choubenkov qui obtient sa quatrième médaille consécutive lors d'un championnat du monde en plein air en 13 s 15, et Pascal Martinot-Lagarde, médaillé de bronze dans le temps de 13 s 18, ce dernier décrochant la première médaille mondiale pour la France dans cette discipline depuis le sacre de Ladji Doucouré en 2005. Orlando Ortega, initialement classé cinquième en 13 s 30, obtient lui aussi la médaille de bronze après appel, le jury reconnaissant qu'il avait été gêné dans les derniers mètres par Omar McLeod à la suite de la chute de ce dernier lors de la huitième haie.
Grant Holloway conserve son titre lors des championnats du monde 2022 à Eugene. En finale, le champion olympique en titre Hansle Parchment se blesse à l'échauffement et doit déclarer forfait alors que l'Américain Devon Allen, meilleur performeur mondial de l'année, est disqualifié pour un faux départ pour un millième de seconde,. Holloway s'impose dans le temps de 13 s 03 quelques heures après avoir établi son meilleur temps de l'année en demi-finales en 13 s 01. Il devance son compatriote Trey Cunningham (13 s 08) et l'Espagnol Asier Martínez (13 s 17).
En 2023, en finale des championnats du monde de Budapest, Grant Holloway s'impose dans le temps de 12 s 96 devant Hansle Parchment et Daniel Roberts et décroche son troisième titre mondial consécutif après 2019 et 2022. Il rejoint son compatriote Greg Foster au palmarès de l'épreuve, se situant désormais à une marche seulement d'Allen Johnson, titré à quatre reprises.

## Palmarès
| Édition | Or                         | Argent                     | Bronze                          |
| ------- | -------------------------- | -------------------------- | ------------------------------- |
| 1983    | Greg Foster 13 s 42        | Arto Bryggare 13 s 46      | Willie Gault 13 s 48            |
| 1987    | Greg Foster 13 s 21        | Jonathan Ridgeon 13 s 29   | Colin Jackson 13 s 38           |
| 1991    | Greg Foster 13 s 06        | Jack Pierce 13 s 06        | Tony Jarrett 13 s 25            |
| 1993    | Colin Jackson 12 s 91      | Tony Jarrett 13 s 00       | Jack Pierce 13 s 06             |
| 1995    | Allen Johnson 13 s 00      | Tony Jarrett 13 s 04       | Roger Kingdom 13 s 19           |
| 1997    | Allen Johnson 12 s 93      | Colin Jackson 13 s 05      | Igor Kováč 13 s 18              |
| 1999    | Colin Jackson 13 s 04      | Anier García 13 s 07       | Duane Ross 13 s 12              |
| 2001    | Allen Johnson 13 s 04      | Anier García 13 s 07       | Dudley Dorival 13 s 25          |
| 2003    | Allen Johnson 13 s 12      | Terrence Trammell 13 s 20  | Liu Xiang 13 s 23               |
| 2005    | Ladji Doucouré 13 s 07     | Liu Xiang 13 s 08          | Allen Johnson 13 s 10           |
| 2007    | Liu Xiang 12 s 95          | Terrence Trammell 12 s 99  | David Payne 13 s 02             |
| 2009    | Ryan Brathwaite 13 s 14    | Terrence Trammell 13 s 15  | David Payne 13 s 15             |
| 2011    | Jason Richardson 13 s 16   | Liu Xiang 13 s 27          | Andrew Turner 13 s 44           |
| 2013    | David Oliver 13 s 00       | Ryan Wilson 13 s 13        | Sergueï Choubenkov 13 s 24      |
| 2015    | Sergueï Choubenkov 12 s 98 | Hansle Parchment 13 s 03   | Aries Merritt 13 s 04           |
| 2017    | Omar McLeod 13 s 04        | Sergueï Choubenkov 13 s 14 | Balázs Baji 13 s 28             |
| 2019    | Grant Holloway 13 s 10     | Sergueï Choubenkov 13 s 15 | Pascal Martinot-Lagarde 13 s 18 |
| 2019    | Grant Holloway 13 s 10     | Sergueï Choubenkov 13 s 15 | Orlando Ortega 13 s 30          |
| 2022    | Grant Holloway 13 s 03     | Trey Cunningham 13 s 08    | Asier Martínez 13 s 17          |
| 2023    | Grant Holloway 12 s 96     | Hansle Parchment 13 s 07   | Daniel Roberts 13 s 09          |

## Multiples médaillés
| Rang | Athlète            | Pays                                | Période   | Or | Argent | Bronze | Total |
| ---- | ------------------ | ----------------------------------- | --------- | -- | ------ | ------ | ----- |
| 1    | Allen Johnson      | États-Unis                          | 1995-2005 | 4  | 0      | 1      | 5     |
| 2    | Greg Foster        | États-Unis                          | 1983-1991 | 3  | 0      | 0      | 3     |
| 2=   | Grant Holloway     | États-Unis                          | 2019-2023 | 3  | 0      | 0      | 3     |
| 4    | Colin Jackson      | Royaume-Uni                         | 1987-1999 | 2  | 1      | 1      | 4     |
| 5    | Liu Xiang          | Chine                               | 2003–2011 | 1  | 2      | 1      | 4     |
| 5=   | Sergueï Choubenkov | Russie / Athlètes neutres autorisés | 2013–2019 | 1  | 2      | 1      | 4     |
| 7    | Terrence Trammell  | États-Unis                          | 2003-2009 | 0  | 3      | 0      | 3     |
| 8    | Tony Jarrett       | Royaume-Uni                         | 1991-1995 | 0  | 2      | 1      | 3     |
| 9    | Anier García       | Cuba                                | 1999-2001 | 0  | 2      | 0      | 2     |
| 9=   | Hansle Parchment   | Jamaïque                            | 2015-2023 | 0  | 2      | 0      | 2     |
| 11   | Jack Pierce        | États-Unis                          | 1991–1993 | 0  | 1      | 1      | 2     |
| 12   | David Payne        | États-Unis                          | 2007–2009 | 0  | 0      | 2      | 2     |

## Records des championnats
| Temps   | Athlète       | Lieu      | Date               | Record |
| ------- | ------------- | --------- | ------------------ | ------ |
| 13 s 53 | Mark McKoy    | Helsinki  | 11 août 1983       |        |
| 13 s 44 | Arto Bryggare | Helsinki  | 11 août 1983       |        |
| 13 s 41 | Greg Foster   | Helsinki  | 11 août 1983       |        |
| 13 s 22 | Greg Foster   | Helsinki  | 12 août 1983       |        |
| 13 s 20 | Greg Foster   | Rome      | 1er septembre 1987 |        |
| 13 s 06 | Jack Pierce   | Tokyo     | 29 août 1991       |        |
| 13 s 06 | Greg Foster   | Tokyo     | 29 août 1991       |        |
| 12 s 91 | Colin Jackson | Stuttgart | 20 août 1993       | WR     |